# 122-мм гаубица образца 1910/30 годов
122-мм гаубица образца 1910/30 годов — советская гаубица периода Второй мировой войны.

## Описание конструкции

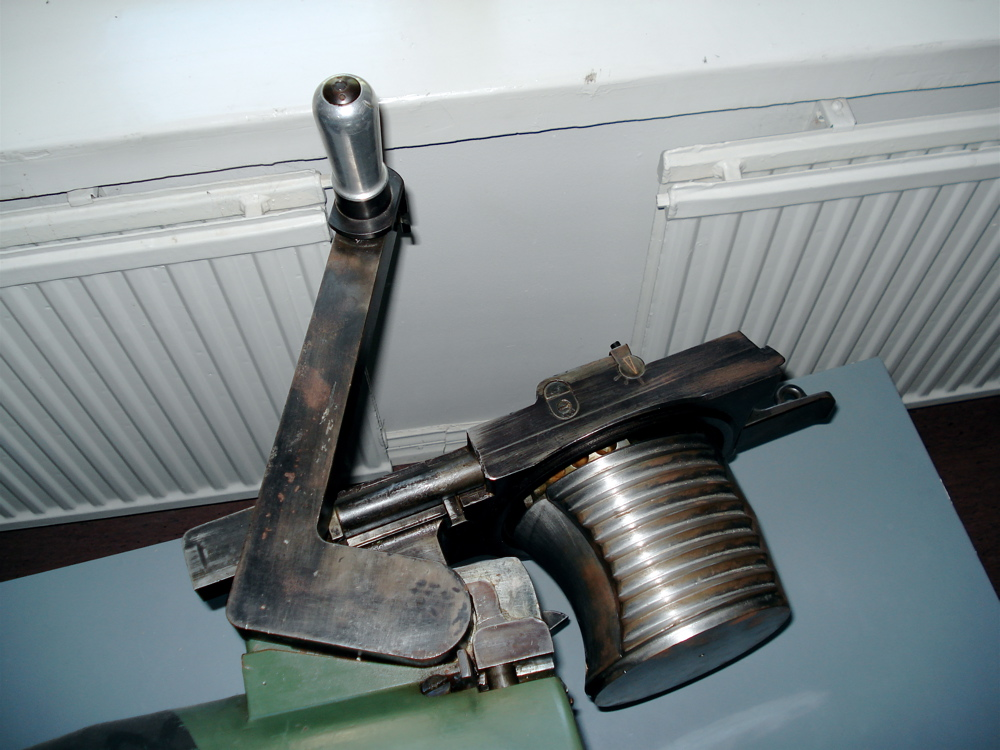
Поршневой затвор гаубицы из финского музея в Хямеенлинна, вид сверху

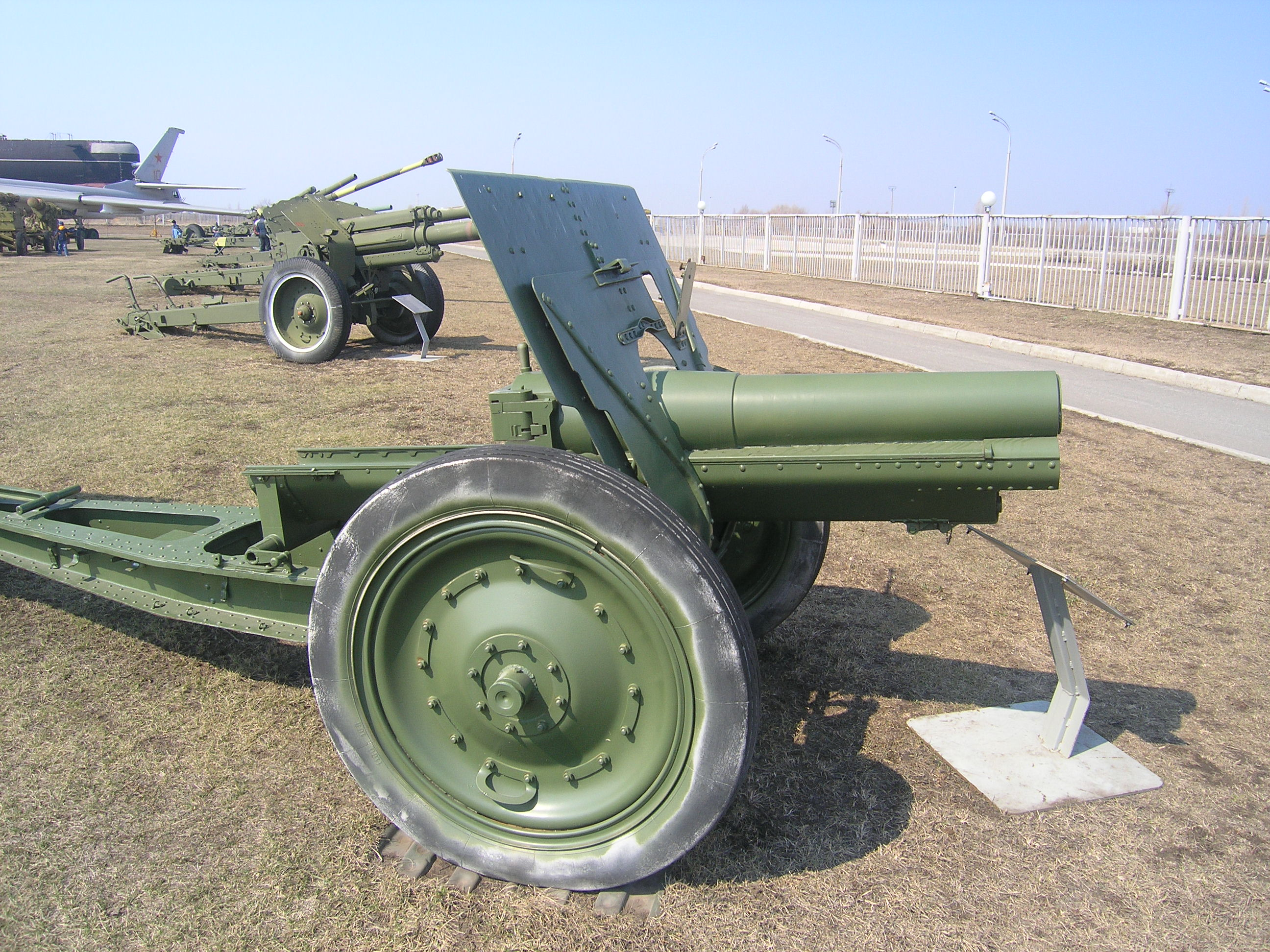
Гаубица на металлических колёсах в Техническом музее, Тольятти

Орудие было получено путём модернизации русской 122-мм гаубицы образца 1910 года времён Первой мировой войны, изначально разработанной французской оружейной фирмой «Шнейдер». Оно представляло собой классическую короткоствольную гаубицу, предназначенную для стрельбы под углами возвышения преимущественно от +20 до +45° (при стрельбе полным зарядом и с углом возвышения менее 20° орудие опрокидывалось) выстрелом с раздельным заряжанием. Гаубица оснащалась затвором поршневого типа, гидравлическим тормозом отката и воздушно-гидравлическим накатником. Противооткатные устройства собраны в салазки под стволом и откатывались вместе с ним, дульный тормоз отсутствует. Ствольная группа монтируется на однобрусном лафете без подрессоривания колёсного хода. Колёса деревянные, но с 1936 года часть гаубиц получила металлические колёса с литыми резиновыми шинами.

## История создания

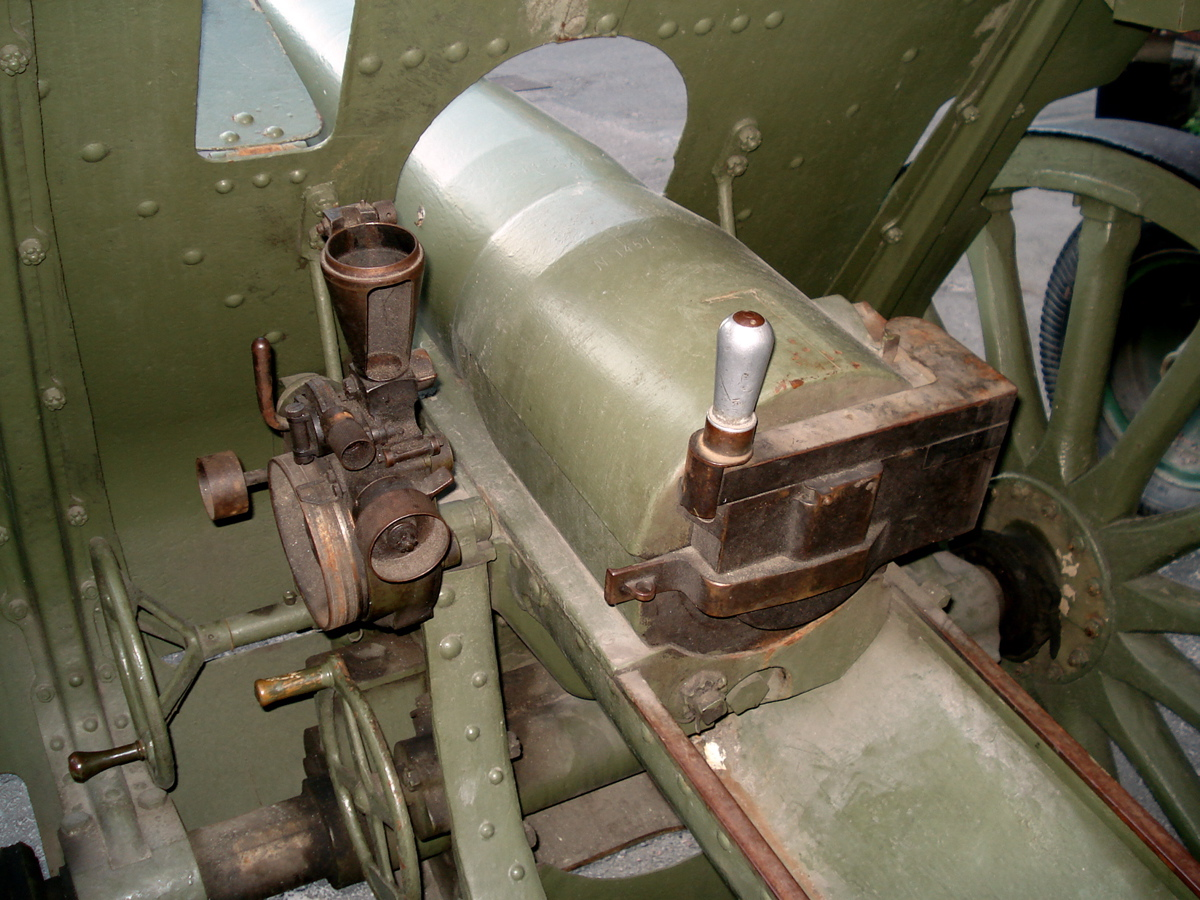
Гаубица обр. 1910/30 г. в военном музее, Хельсинки. Вид сзади

В конце 1920-х годов советское военное руководство приняло решение модернизировать стоявшие на вооружении орудия времён Первой мировой войны. Основной целью модернизации было увеличение дальности стрельбы. Модернизация затронула и достаточно многочисленную 122-мм гаубицу образца 1910 года. Проведённая в 1930 году на Пермском заводе модернизация заключалась в следующем:
- Расточена (удлинена) на один калибр камора;
- Установлен нормализованный прицел;
- Упрочнён лафет;
- Упрочнён подъёмный механизм;
- Произведён ряд небольших изменений в противооткатных устройствах.

Модернизированное орудие было принято на вооружение под официальным наименованием «122-мм гаубица обр. 1910/30 гг.»

## Производство
Производство орудия велось на Пермском заводе с 1930 по 1941 год.
| Производство 122-мм гаубиц обр. 1910/30 гг., шт. (с 1937) |      |      |      |      |                    |
| 1937                                                      | 1938 | 1939 | 1940 | 1941 | Итого за 1937—1941 |
| 230                                                       | 711  | 1294 | 1139 | 21   | 3395               |

Кроме нового производства, в гаубицы обр. 1910/30 гг. было переделаны 762 гаубицы обр. 1910 г., то есть большинство имеющихся орудий этого типа. С 1940 года орудие заменяется в серийном производстве новой 122-мм гаубицей образца 1938 года (М-30).

## Организационно-штатная структура

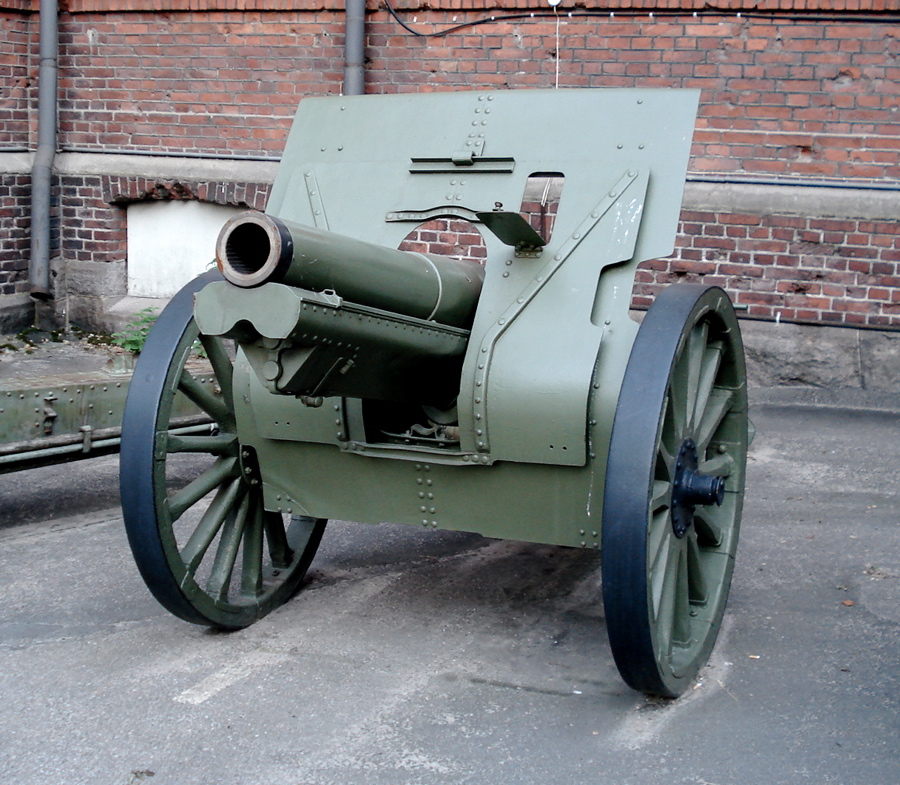
122-мм гаубица обр. 1910/30 года в музее Helsinki, Финляндия

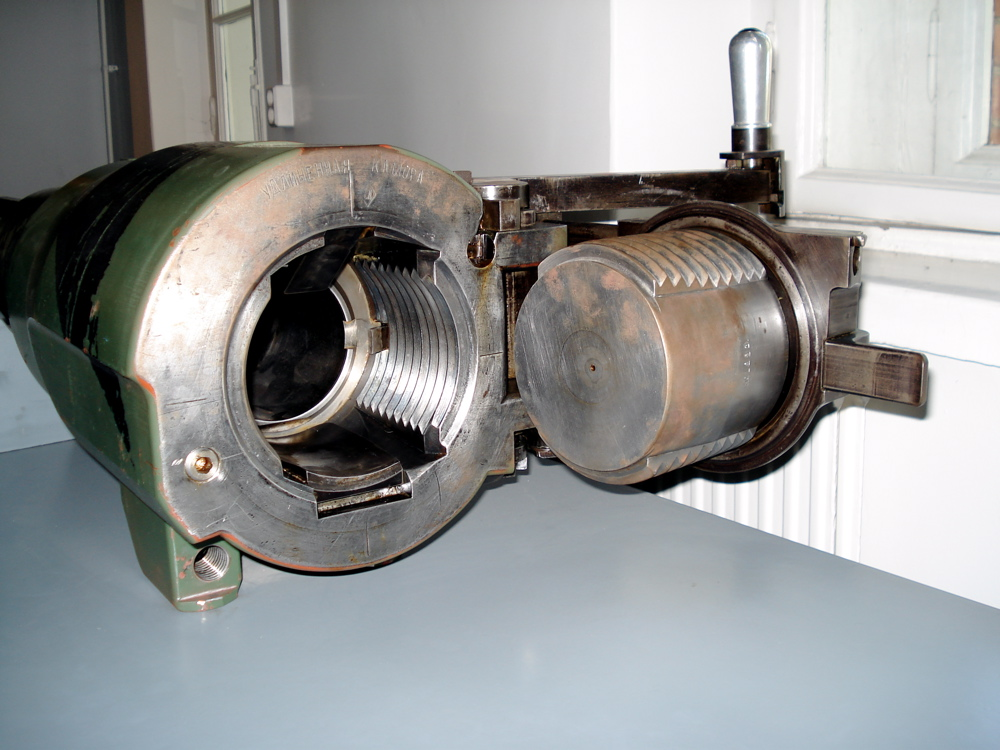
Казённик с затвором 122-мм гаубицы образца 1910/30 годов

Гаубица являлась дивизионным орудием. По штату 1939 года в стрелковой дивизии имелось два артиллерийских полка — лёгкий (дивизион 76-мм пушек и два смешанных дивизиона по две батареи 122-мм гаубиц и одной батарее 76-мм пушек в каждом) и гаубичный (дивизион 122-мм гаубиц и дивизион 152-мм гаубиц), всего 28 штук 122-мм гаубиц. В июне 1940 года в гаубичный полк добавили ещё один дивизион 122-мм гаубиц, а в лёгком артиллерийском полку наоборот убрали один смешанный дивизион, всего в дивизии после этого их стало 32 шт. В июле 1941 года гаубичный полк был исключён, число 122-мм гаубиц сократилось до 8. В этом штате советские стрелковые дивизии прошли всю войну. В гвардейских стрелковых дивизиях с декабря 1942 года имелось 3 дивизиона по 2 батареи 76-мм пушек и одной батарее 122-мм гаубиц в каждом, всего 12 гаубиц. С декабря 1944 эти дивизии имели гаубичный артполк (5 батарей), 20 122-мм гаубиц. С июня 1945 года на этот штат перевели и стрелковые дивизии.
В горнострелковых дивизиях в 1939—1940 годах имелся один дивизион 122-мм гаубиц (3 батареи по 3 орудия), всего 9 гаубиц. С 1941 года вместо него вводится гаубичный артиллерийский полк (2 дивизиона по 3 четырёхорудийных батареи), гаубиц становится 24. С начала 1942 года остаётся только один двухбатарейный дивизион, всего 8 гаубиц. С 1944 года из штата горнострелковых дивизий гаубицы исключены.
В моторизованной дивизии имелось 2 смешанных дивизиона (батарея 76-мм пушек и 2 батареи 122-мм гаубиц в каждом), всего 12 гаубиц. В танковой дивизии имелся один дивизион 122-мм гаубиц, всего 12 шт. В кавалерийских дивизиях до августа 1941 имелось 2 батареи 122-мм гаубиц, всего 8 орудий. С августа 1941 дивизионная артиллерия из состава кавалерийских дивизий была исключена.
До конца 1941 года 122-мм гаубицы были в стрелковых бригадах — одна батарея, 4 орудия.
122-мм гаубицы также входили в состав гаубичных артиллерийских бригад резерва Верховного Главнокомандования (РВГК) (72—84 гаубицы).

## Служба и боевое применение

122-мм гаубица обр. 1910/30 года на боевой позиции

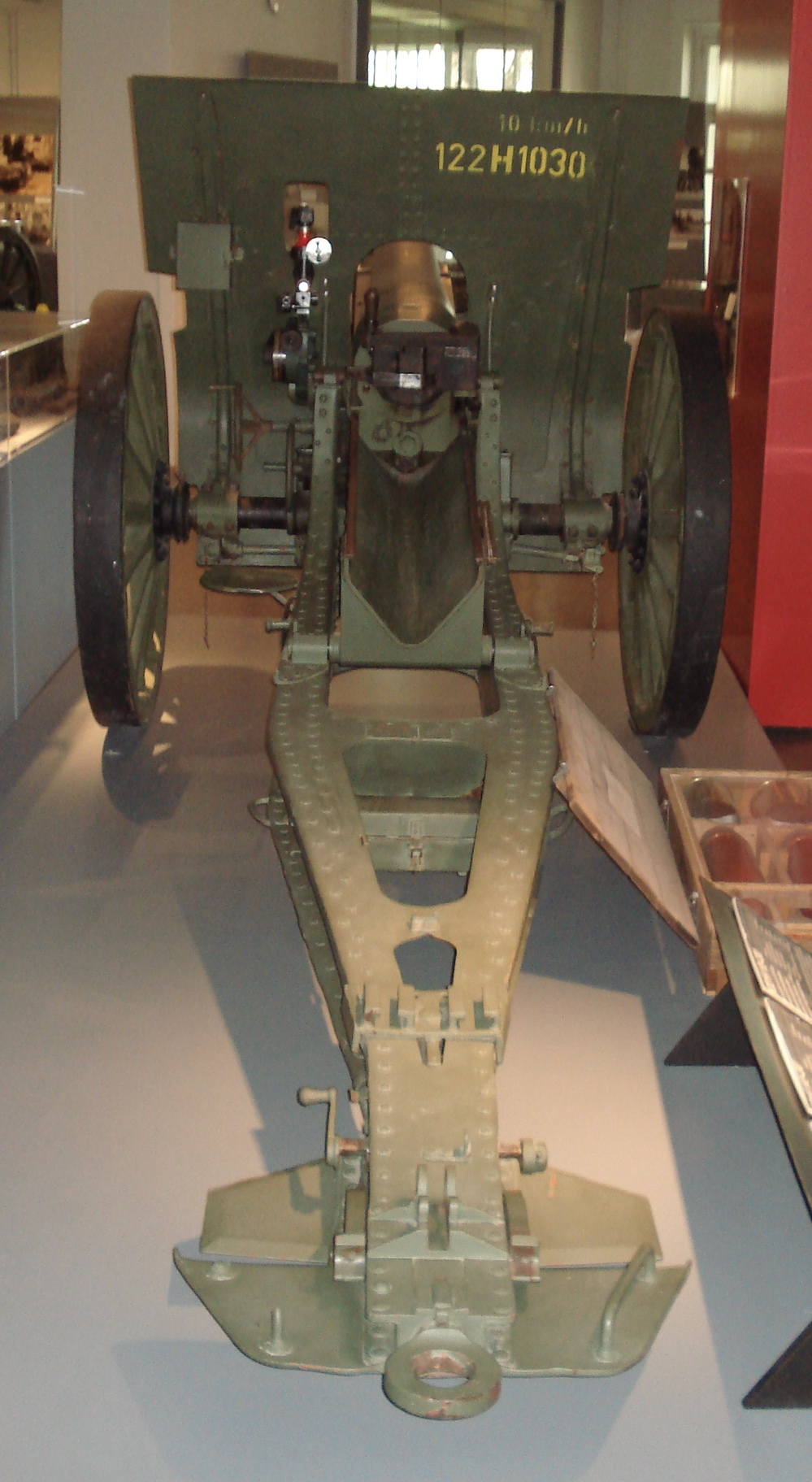
Гаубица обр. 1910/30 гг. в военном музее. Вид сзади

До 1942 года 122-мм гаубица образца 1910/30 года была самой распространённой в Рабоче-крестьянской Красной армии (РККА). С 1930 года она начинает активно вытеснять свою немодернизированную предшественницу из частей. На 1 октября 1936 года имелось 2383 гаубицы обр. 1910/30 гг. (в том числе требующих ремонта — 20, учебных — 5), и всего 44 гаубицы обр. 1910 г., из которых годных было лишь 2 орудия. Соответственно, гаубица принимала активное участие во всех предвоенных конфликтах СССР, в частности, в боях на реке Халхин-Гол (при этом потери составили 31 орудие, в том числе 5 безвозвратно) и в советско-финской войне 1939—1940 гг. С 1940 года начинается серийное производство новой, более совершенной гаубицы М-30, однако к началу Великой Отечественной войны гаубица обр. 1910/30 продолжала оставаться главной дивизионной гаубицей РККА.
На 1 января 1941 года на балансе ГАУ состояло 5690 орудий, из которых 637 требовало среднего ремонта, 152 капитального и 10 подлежали списанию.
 На 22 июня 1941 года их имелось 5680 штук, из которых в войсках находилось 5608. Новых же гаубиц М-30 было 1362 штуки. 122-мм гаубица обр. 1910/30 года активно использовалась в течение всей войны, хотя с 1942 года её доля в войсках сильно снизилась по причине больших потерь и массового поступления в части новых гаубиц М-30.

## Самоходные артиллерийские установки
122-мм гаубицы обр. 1910/30 гг. были установлены на шасси лёгкого танка Т-26. Получившаяся в результате самоходная артиллерийская установка получила название СУ-5 и являлась единственной довоенной советской САУ, принятой на вооружение. На 1 июня 1941 года в войсках имелось 28 таких САУ, которые приняли участие в боях.

## 122-мм гаубица обр. 1910/30 гг. за рубежом
В 1941—1942 годах вермахт захватил значительное количество (несколько сотен) этих гаубиц, которые были приняты на вооружение вермахта под индексом 12,2 cm le.F.H.388(r). К 122-мм советским трофейным гаубицам немцы даже развернули крупномасштабное производство боеприпасов — так, в 1943 году было произведено 424 тыс. выстрелов, в 1944 и 1945 гг. — 696,7 тыс. и 133 тыс. выстрелов соответственно.
Около 30 орудий этого типа было захвачено армией Финляндии в советско-финской войну 1939—1940 гг. и 145 — в Великую Отечественную войну. Ещё 72 гаубицы обр. 1910/30 гг. было куплено на правах союзника в Германии в 1944 году. Финское обозначение орудия — 122 H/10-30. В целом финские артиллеристы оценивали гаубицу образца 1910/30 гг. как хорошее орудие, но отмечали слабость противооткатных устройств. По их мнению, гаубица обр. 1910/30 гг. была лучше, чем гаубица 1909/37 гг. того же калибра. В ходе боёв с Красной армией гаубицы обоих этих типов дали 369 744 выстрела (данные по финской статистике) и 20 гаубиц обр. 1910/30 гг. было потеряно. После Великой Отечественной войны эти орудия довольно долго находились в резерве финской армии. После снятия с вооружения некоторая их часть была передана в артиллерийские музеи в Хельсинки и Хямеэнлинне.
Изучение трофейных гаубиц вдохновило финнов на проведение подобной модернизации большинства из 40 имевшихся у них со времён Первой советско-финской войны 122-мм гаубиц обр. 1910 г. Модернизированные орудия получили индекс 122 H/10-40 (122-мм гаубица обр. 1910/40 гг.). Модернизированные гаубицы приняли активное участие в боевых действиях 1941—1944 годов, несколько из них было потеряны.

## Оценка проекта
122-мм гаубица обр. 1910/30 гг. являлась не очень значительной модернизацией орудия периода Первой мировой войны и в целом сохранила большую часть недостатков, присущих орудиям того периода. Главными недостатками орудия являлись:
- неподрессоренный колёсный ход, сильно ограничивающий подвижность орудия;
- устаревшая конструкция однобрусного лафета, сильно ограничивающая углы наводки (особенно горизонтальной).

Гаубица отличалась простотой, прочностью и надёжностью. Орудие было очень лёгким (боевая масса на тонну меньше, чем у М-30, и на 500 кг меньше, чем 10,5 cm le.F.H.18), быстро (за 30—40 секунд) переводилось из походного положения в боевое. Благодаря эти качествам, орудие пользовалось большой популярностью в РККА.

## Характеристики и свойства боеприпасов

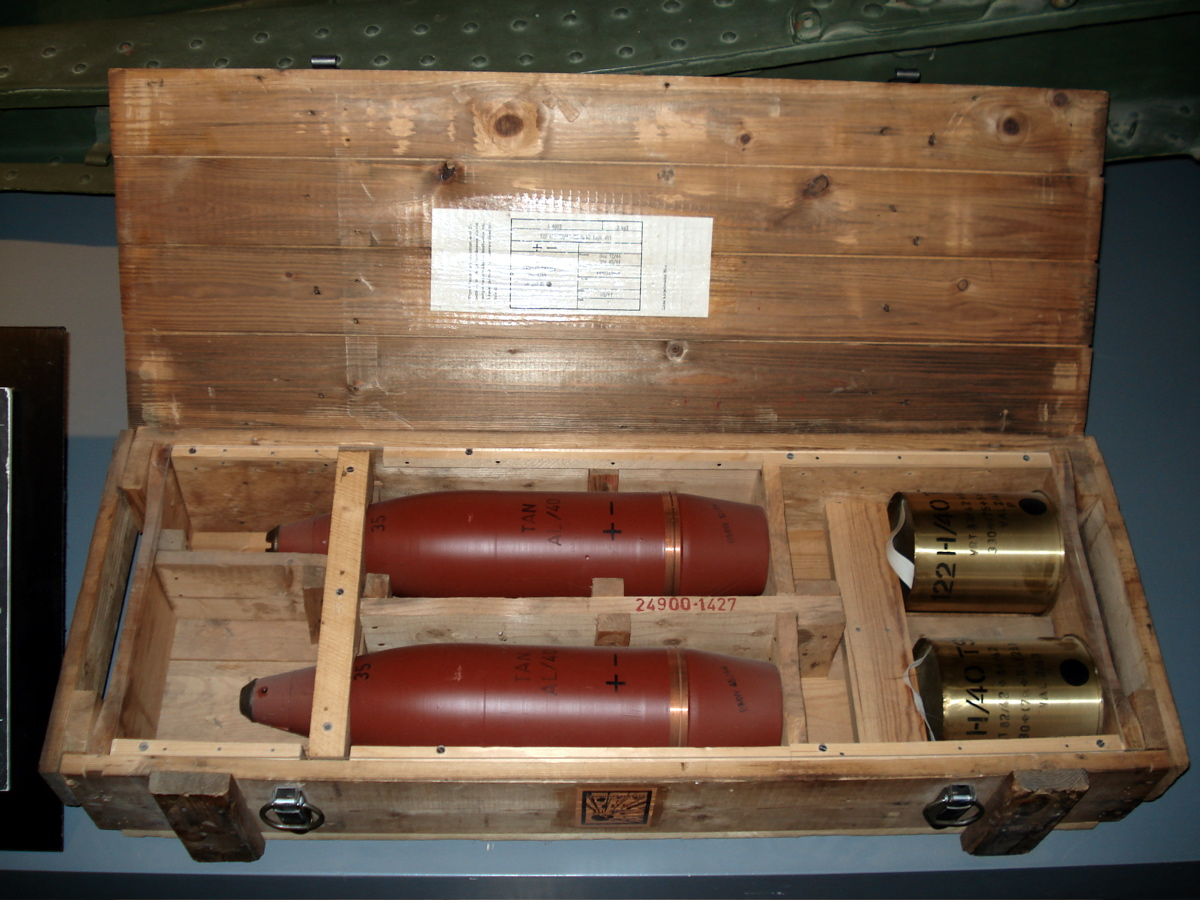
Снаряды и заряды к гаубице в ящике

Орудие имело 6 зарядов (№ 1—5 и полный). Стальная осколочно-фугасная граната 53-ОФ-462 создавала 1000 убойных осколков и поражала живую силу в радиусе 30 м или оставляла воронки до 1 м глубиной и до 3 м в диаметре. Стрельба кумулятивным снарядом из этого орудия была крайне малоэффективной.
| Номенклатура боеприпасов                                   |            |                 |            |                                             |                        |
| Тип                                                        | Индекс ГАУ | Вес снаряда, кг | Вес ВВ, кг | Начальная скорость, м/с (при полном заряде) | Дальность табличная, м |
| Кумулятивные снаряды                                       |            |                 |            |                                             |                        |
| Кумулятивный (на вооружении с мая 1943)                    | 53-БП-460А | ?               | ?          | ?                                           | ?                      |
| Осколочно-фугасные снаряды                                 |            |                 |            |                                             |                        |
| Стальная осколочно-фугасная граната                        | 53-ОФ-462  | 21,76           | 3,67       | 364                                         | 8910                   |
| Осколочная граната сталистого чугуна с привинтной головкой | 53-О-462А  | 21,7            | ?          | 364                                         | 8910                   |
| Осколочная граната сталистого чугуна                       | 53-О-460А  | ?               | ?          | ?                                           | ?                      |
| Старая граната                                             | 53-Ф-460   | ?               | ?          | 344                                         | 7550                   |
| Старая граната                                             | 53-Ф-460Н  | ?               | ?          | 344                                         | 7550                   |
| Старая граната                                             | 53-Ф-460У  | ?               | ?          | 344                                         | 7550                   |
| Старая граната                                             | 53-Ф-460К  | ?               | ?          | 344                                         | 7550                   |
| Шрапнель                                                   |            |                 |            |                                             |                        |
| Шрапнель с трубкой 45 сек.                                 | 53-Ш-460   | ?               | ?          | 343                                         | 7230                   |
| Шрапнель с трубкой Т-6                                     | 53-Ш-460Т  | ?               | ?          | 342                                         | 7240                   |
| Осветительные снаряды                                      |            |                 |            |                                             |                        |
| Осветительный                                              | 53-С-462   | ?               | ?          | 340                                         | 6800                   |
| Агитационные снаряды                                       |            |                 |            |                                             |                        |
| Агитационный                                               | 53-А-462   | ?               | ?          | 364                                         | 7000                   |
| Дымовые снаряды                                            |            |                 |            |                                             |                        |
| Дымовой стальной                                           | 53-Д-462   | ?               | ?          | 364                                         | 8910                   |
| Дымовой сталистого чугуна                                  | 53-Д-462А  | ?               | ?          | ?                                           | ?                      |
| Химические снаряды                                         |            |                 |            |                                             |                        |
| Осколочно-химический                                       | 53-ОХ-462  | ?               | ?          | 364                                         | 8950                   |
| Химический                                                 | 53-Х-462   | 21,8            | ?          | 366                                         | 8477                   |
| Химический                                                 | 53-Х-460   | ?               | ?          | 358                                         | 7700                   |

## Где можно увидеть
- Россия
  - Музей отечественной военной истории в деревне Падиково Истринского района Московской области;
  - Музей военной техники УГМК в Верхней Пышме Свердловской области[3].
  - 2 гаубицы перед входом в краеведческий музей в Пензе.
  - Военно-исторический музей артиллерии, инженерных войск и войск связи, Санкт-Петербург.
  - Музей истории ПАО "Мотовилихинские заводы", г. Пермь.

- Украина — Национальный военно-исторический музей Украины, г. Киев